# Rheinuferpromenade
Mit Rheinuferpromenade wird das gestaltete Rheinufer in Höhe der Düsseldorfer Stadtteile Altstadt, Carlstadt und Hafen bezeichnet. Auch andere Städte haben Rheinuferpromenaden; hier  umfasst sie die Straßen Tonhallenufer, Schlossufer, Rathausufer und Mannesmannufer.
Die Promenade entstand im Laufe der Rheinufervorschiebung in den Jahren 1898 bis 1902. Damals wurden zwei Ebenen errichtet. Die untere diente zum Abfertigen des Schiffsverkehrs und bot Platz für die dafür notwendigen Einrichtungen. Auf der oberen Ebene bestand damals bereits eine Promenade.
Nach dem Zweiten Weltkrieg wurde das Rheinufer für die Bundesstraße 1 umgestaltet. Neben, teilweise auch anstelle der Promenade entstand eine mehrspurige Straße, die durch ihre Barrierewirkung die Innenstadt vom Rhein abtrennte.
Nach dem Bau des Rheinufertunnels in den 1990er Jahren, bei dem die komplette Bundesstraße unter die Erde verlegt worden war, erfuhr das Rheinufer nach den Plänen der Architekten Niklaus Fritschi, Benedikt Stahl und Günter Baum eine Neugestaltung. 1995, zwei Jahre nach der Fertigstellung des Tunnels, wurde die neue Promenade von einer Million Besucher mit einem großen Fest gefeiert.
Seitdem ist sie ein beliebtes Ausflugsziel von Düsseldorfern und Touristen. Die Freitreppe in Höhe des Burgplatzes ist häufig von Altstadtbesuchern besetzt. In Höhe des ehemaligen Mannesmannhochhauses befindet sich seit 2007 das Museum KIT. Weiter südlich wurde unterhalb der Rheinkniebrücke das neue Apollo Varieté errichtet. Der Ausbau als Promenade endet am südlichen Teil am Landtagsgebäude von Nordrhein-Westfalen.
Die Gestaltung der Rheinuferpromenade wurde mehrfach prämiert, u. a. 1998 mit dem Deutschen Städtebaupreis.

## Geographie

### Name
Seit der Neugestaltung des Rheinufers wird es Rheinuferpromenade genannt. Dabei handelt es sich jedoch nicht um einen offiziell verliehenen und genutzten Straßennamen. Es befinden sich im Verlauf der Rheinuferpromenade, die im Wesentlichen den neugestalteten Bereich oberhalb des Rheinufertunnels umfasst, insgesamt vier Straßen.
Die Promenade beginnt, vom Norden her gesehen, am Tonhallenufer. Der Name weist auf die nördlich der Oberkasseler Brücke gelegene Düsseldorfer Tonhalle hin. Das daran südlich anschließende Schlossufer erinnert an das früher in Höhe des Burgplatzes gelegene Düsseldorfer Schloss. Es folgt das Rathausufer mit dem Düsseldorfer Rathaus. Am Mannesmannufer befinden sich neben Wohngebäuden mehrere Bürohäuser, die bis ins Jahr 2001 die Verwaltung des Düsseldorfer Traditionskonzernes Mannesmann beherbergten. Nach dessen Übernahme durch Vodafone war dort bis 2012 die Vodafone D2 GmbH angesiedelt.

### Lage und Umgebung

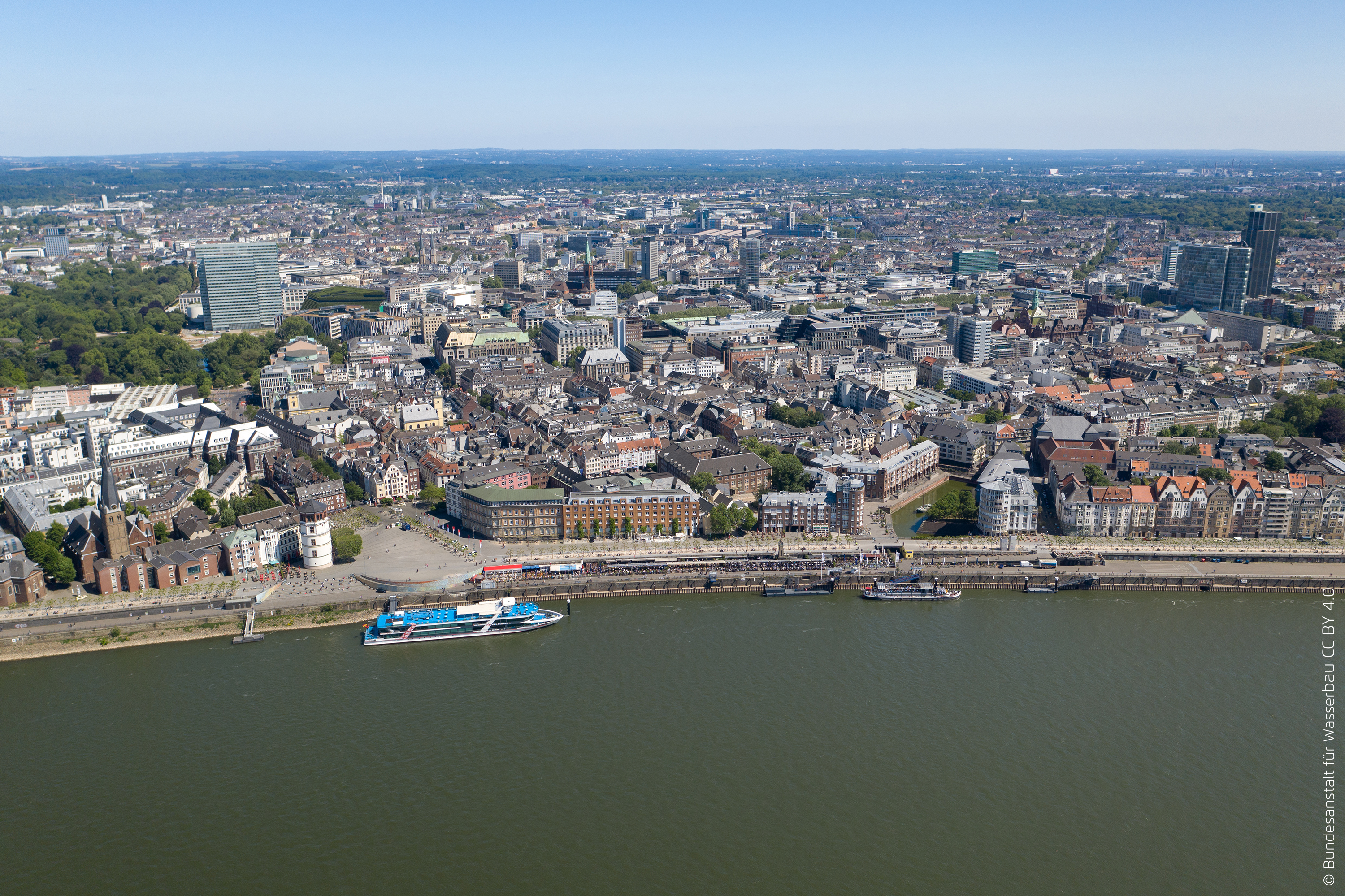
Rheinuferpromenade, Abschnitt zwischen Altestadt und Mannesmannufer

Die Rheinuferpromenade führt vom Tunnelmund des Rheinufertunnels in Höhe des Gebäudes der Düsseldorfer Kunstakademie am Burgplatz vorbei entlang der Düsseldorfer Altstadt und der Carlstadt bis zum Landtag Nordrhein-Westfalen ins Zentrum des Regierungsviertels. Dabei passiert sie die historische Keimzelle der Stadt im Bereich zwischen der Einmündung der Straßen Reuterkaserne, Ritterstraße, Altestadt und dem Burgplatz. Die beiden Stadtteile Altstadt und Carlstadt bilden das historische Zentrum Düsseldorfs, das bis ins 19. Jahrhundert durch eine Stadtbefestigung eingefasst war. Durch die bevorzugte Lage am Rhein sind viele geschichtsträchtige und repräsentative Bauwerke entlang der Rheinuferpromenade gelegen. Dazu zählen neben der bereits erwähnten Kunstakademie und dem Landtag zwei Wahrzeichen der Stadt, der Schlossturm und die St.-Lambertus-Kirche. Dahinter folgen das Rathaus und weiter südlich die Konzernzentrale des ehemaligen Mannesmannkonzerns. Ein Ministerium des Landes Nordrhein-Westfalen und die Villa Horion, der frühere Sitz des nordrhein-westfälischen Ministerpräsidenten und vormalige Staatskanzlei Nordrhein-Westfalens. Daneben sind hier viele kulturelle Institutionen beheimatet. Direkt am Rheinufer sind dies das Apollo Varieté und das KIT sowie die Galerie der Kunstakademie. In der Altstadt befinden sich weitere zahlreiche Museen, welche vom Rheinufer nicht weit entfernt liegen. Aufgrund ihrer exponierten Lage am Rheinufer eröffnet die Promenade weiträumige Ausblicke auf die Stadtlandschaft und die Silhouette der Landeshauptstadt. Daher spielt sie eine große Rolle für den Tourismus.

### Verkehr

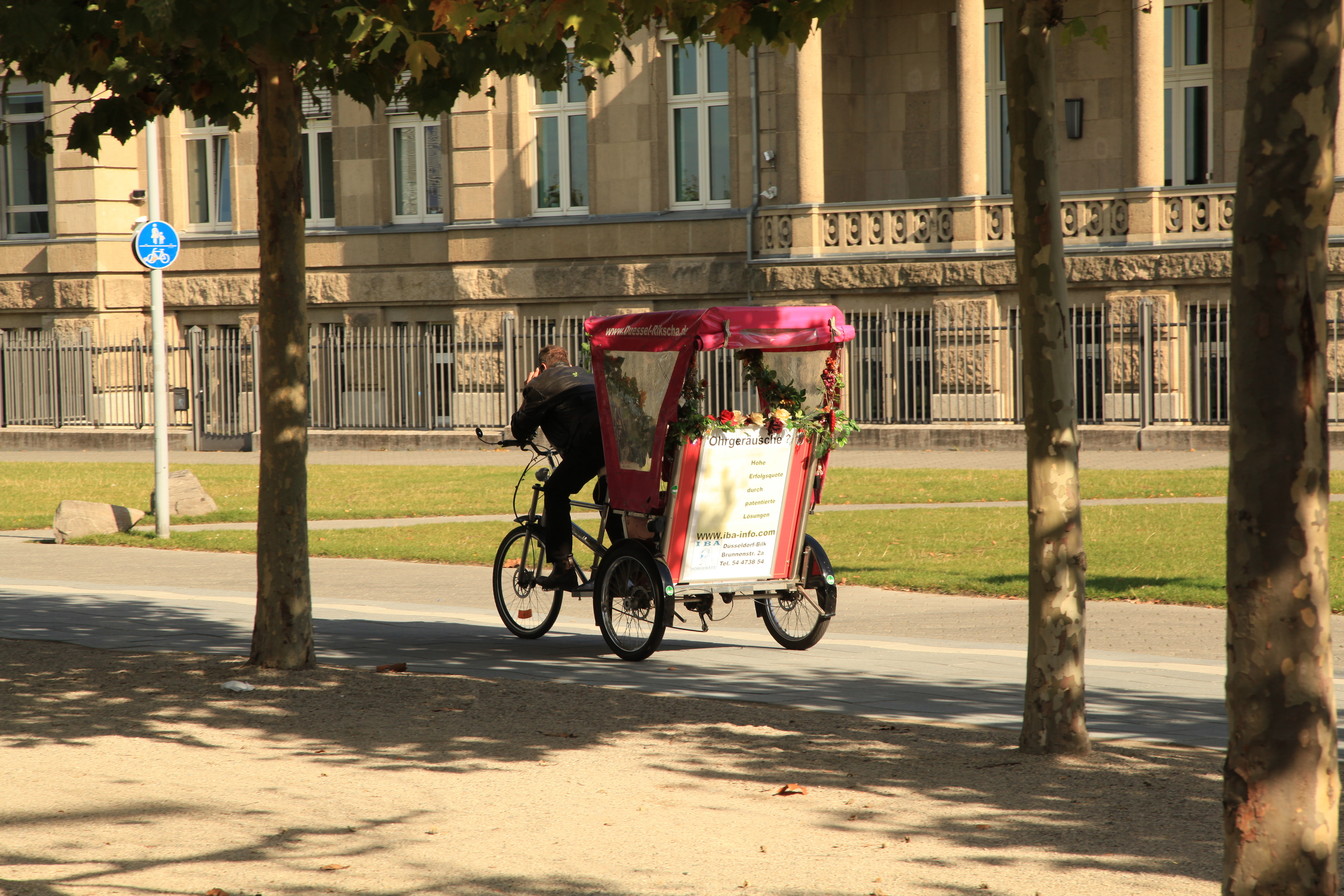
Fahrradrikscha

Durch die Verlegung des Nord-Süd-Autoverkehrs in einen Tunnel sind die Flächen entlang der Rheinuferpromenade heute in erster Linie den Fußgängern und Radfahrern vorbehalten. Für diese bestehen mehrere Möglichkeiten der Nutzung. Die Flächen der Promenade stehen den Fußgängern vollständig zur Verfügung. Für die Radfahrer ist auf dem Oberen Werft parallel zur Platanenallee ein Radweg ausgewiesen.
Entlang der Bebauung führt zu großen Teilen eine Erschließungsfläche für den motorisierten Verkehr. Diese steht den Anwohnern und Anlieferern zur Verfügung. Die Düsseldorfer Rheinbahn betreibt hier eine Buslinie, welche die Altstadt mit dem Medienhafen verbindet.
In Höhe der Rheinkniebrücke befindet sich eine Haltestelle der Straßenbahn, welche die Rheinuferpromenade mit dem Düsseldorfer Hauptbahnhof verbindet. Am nördlichen Ende, in Höhe der Oberkasseler Brücke, befindet sich der U-Bahnhof Tonhalle/Ehrenhof. Hier besteht die Möglichkeit, das Düsseldorfer Stadtbahnnetz zu nutzen. Eine besondere Art der Fortbewegung ermöglichen zeitweilig Fahrradrikschas, die vor allem sommers auf der Promenade verkehren.

## Geschichte

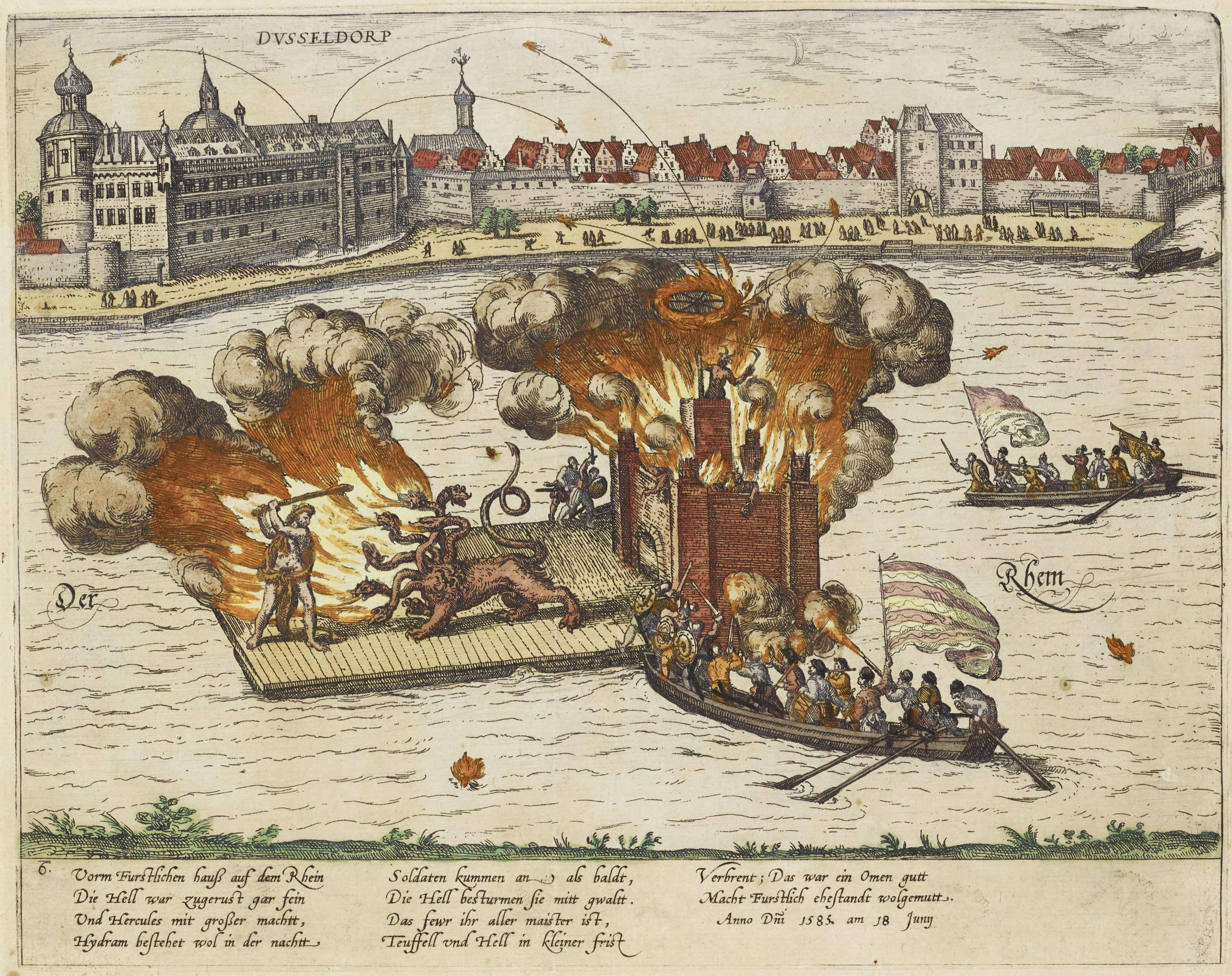
Abbildung der Werft als Kaihafen vor der noch befestigten Stadt bei einem festlichen Theater mit Feuerwerk auf dem Rhein anlässlich der Hochzeit Johann Wilhelms von Jülich-Kleve-Berg mit Jakobe von Baden-Baden im Jahr 1585, Stich von Frans Hogenberg

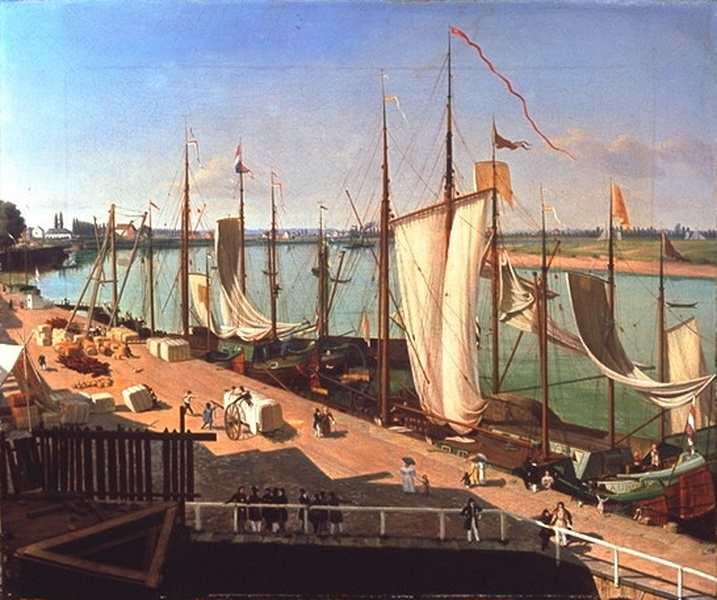
Der Düsseldorfer Hafen oder Das Rheinwerft zu Düsseldorf, Gemälde von Johann Velten, 1832

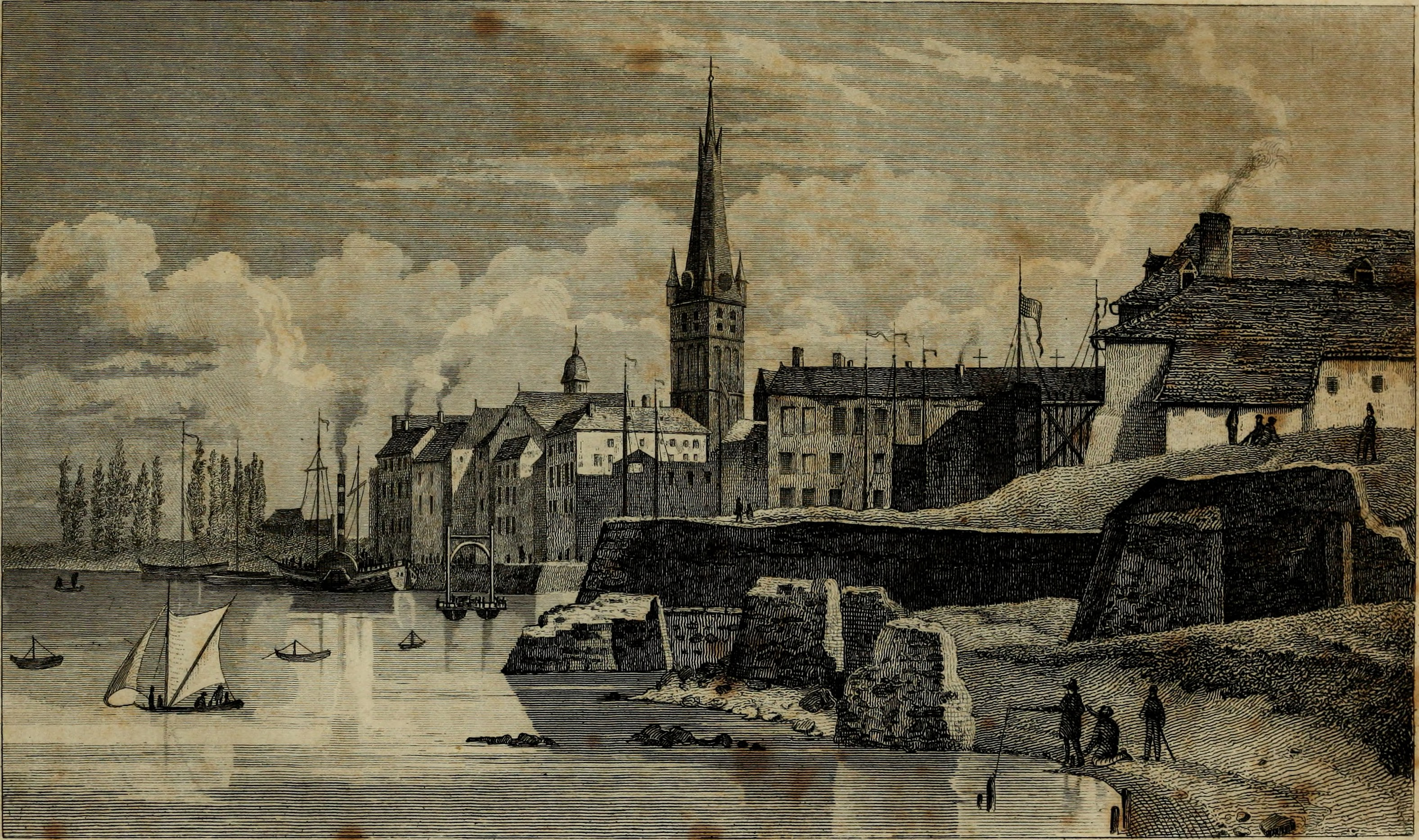
Rheinufer im Bereich der Zitadelle, 1838

Im 16. Jahrhundert erfolgte schrittweise der Bau eines Werft als befestigter Kaihafen am Rheinufer der Altstadt. Zu Anfang des 20. Jahrhunderts kam es im Zuge der Rheinufervorschiebung zur Neugestaltung der Düsseldorfer Rheinfront. Bis zu diesem Zeitpunkt standen die dortigen Häuser, zum Teil eingebunden in historische Anlagen der Festung Düsseldorf, direkt am Rheinufer. Die häufigen Rheinhochwasser überschwemmten Keller und ganze Gebäude, welches zu dauerhaften Schäden an der Bausubstanz und zu unbewohnbaren Häusern führte. Der hart am Rheinufer stehende Häuserblock der ehemaligen Krämerstraße vor der St.-Lambertus-Kirche wurde 1898 zwecks Anlegung einer hochwasserfreien Uferstraße abgebrochen.
Das  neu entstandene Untere Rheinwerft wurde für den Bedarf der Rheinschifffahrt als Anlegeplatz ausgebaut. Das zur Stadt hin gelegene Obere Rheinwerft hingegen gestaltete man als repräsentative Promenade. Dabei wurde in Höhe des Burgplatzes das Düsselschlösschen errichtet. Das darin untergebrachte Weinlokal entwickelte sich zu einem beliebten Treffpunkt in der Altstadt.
Die Maßnahmen am Rheinufer erstreckten auch auf den Bereich der Golzheimer Insel, den späteren Rheinpark Golzheim. Hier wurde durch eine Aufschüttung das Gelände für die Industrie- und Gewerbeausstellung Düsseldorf 1902 vorbereitet.

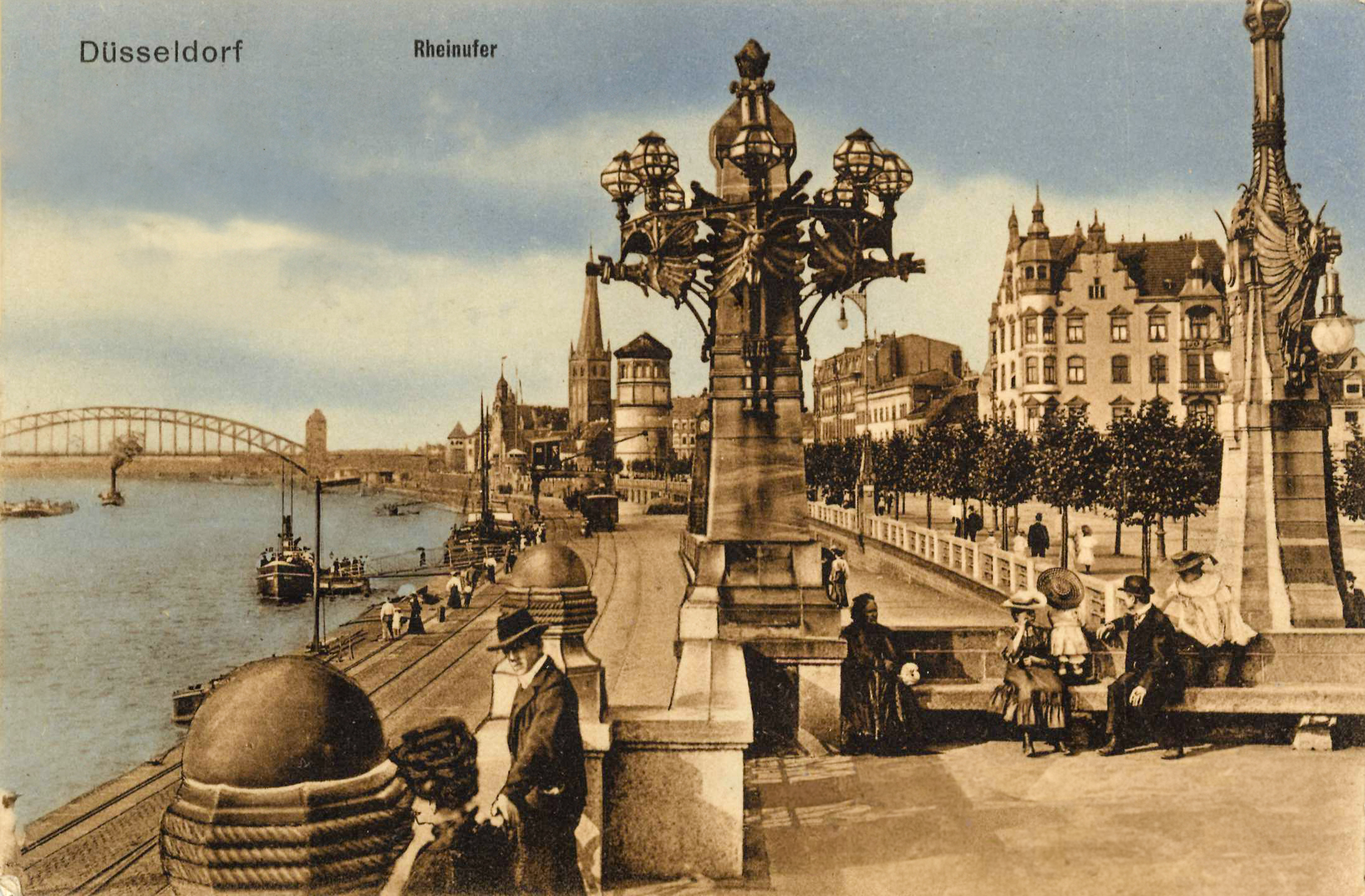
Promenade nach Umgestaltung durch Rheinufervorschiebung, Postkartenmotiv nach 1900

In den Jahren nach dem Zweiten Weltkrieg begann in der gesamten Stadt der Ausbau des Straßennetzes. Eine Maßnahme davon war der Ausbau der Bundesstraße 1. Als Teil der Baumaßnahmen wurde zur Verbreiterung der Straße das vom Krieg beschädigte Düsselschlösschen abgerissen.
Für die nächsten 40 Jahre war die Innenstadt baulich vom Rhein abgetrennt. Der stetig wachsende Verkehr auf der B1 verursachte eine Abwendung der Stadt vom Fluss. Zu Spitzenzeiten wurde die Bundesstraße 1 täglich von bis zu 60.000 Pkw genutzt. Um diesen Zustand zu beenden, wurde die 1,9 km lange Rheinuferstraße unter die Erde verlegt. Auslöser hierfür war die Umgestaltung des Berger Hafens und die Errichtung des Landtages, der dort 1988 eröffnet wurde. Die B1 führte dort über eine Hochstraße direkt am Landtagsgebäude vorbei. Der Rheinufertunnel wurde dem Verkehr am 15. Dezember 1993 übergeben.
Um die Altstadt nach dem Tunnelbau endgültig wieder an den Rhein heranzuführen, wurde damit begonnen, die nun freigewordene Fläche zu gestalten. Der umgesetzte Entwurf dafür stammt von den Architekten Niklaus Fritschi, B. Stahl und G. Baum. Sie orientierten sich an der historischen Gestaltung des Architekten Johannes Radke aus dem Jahr 1900. So wurde die Trennung in ein Oberes und ein Unteres Werft beibehalten. Am Oberen Werft erfolgte das Aufstellen von 120 Bänken und das Pflanzen von 600 Platanen, welche eine Allee säumen. Diese trennt einen Geh- und einen Radweg voneinander. Die verbliebenen Elemente der historischen Ufergestaltung, wie zum Beispiel die Pegeluhr oder die großen Terrassen, wurden in die Pläne übernommen.
Das Projekt der Neugestaltung der Rheinuferpromenade, welches 1995 abgeschlossen werden konnte, wurde in Fachkreisen viel beachtet. Dies zeigen die Auszeichnungen, die das Projekt im Laufe der Jahre erhalten hat.
So erhielt die Gestaltung der Rheinuferpromenade bereits in der Planungs- beziehungsweise Bauphase im Jahr 1994 den 1. Preis des Waterfront Centers Washington.
Der in die Gestaltung des gesamten Rheinufers miteinbezogene Burgplatz wurde 1996 bei einem Wettbewerb der Deutschen Bank mit dem ersten Preisrang in der Kategorie „Gestaltung öffentlicher Plätze“ ausgezeichnet. Der Bund Deutscher Architekten Nordrhein-Westfalen verlieh wiederum der Gestaltung der Gesamtanlage Rheinuferpromenade 1997 im Rahmen der „Auszeichnung guter Bauten“ einen Preis. Den Abschluss des Reigens der bisherigen Auszeichnungen bildete der von der Bank für Gemeinwirtschaft unterstützte Deutsche Städtebaupreis (Walter-Hesselbach-Preis) im Jahr 1998.

## Verlauf
Die Rheinuferpromenade führt entlang der eigentlichen Innenstadt von Düsseldorf, bestehend aus den Stadtteilen Altstadt und Carlstadt. Sie passiert auf ihrem Verlauf vom Tunnelmund des Rheinufertunnels in Höhe der Düsseldorfer Kunstakademie am Burgplatz vorbei, zum nordrhein-westfälischen Landtag viele Sehenswürdigkeiten und Orte der Stadtgeschichte.

### Schlossufer
Das Schlossufer, nach dem Schloss am Burgplatz benannt, beginnt in Höhe der Oberkasseler Brücke. Dort befindet sich auch die bekannte Düsseldorfer Kunstakademie. Hier lehrten Professoren von Wilhelm von Schadow über Joseph Beuys bis Günther Uecker und Jörg Immendorff. In Höhe des Gebäudes der Kunstakademie befindet sich der Tunnelmund des Rheinufertunnels. Über diesem ist eine kleine schachbrettartig gestaltete Fläche angelegt. Stein und Rasen wechseln sich als Untergrundmaterialien miteinander ab. Parallel zur Tunneleinfahrt beginnt die typische Gestaltung der Promenade. Das Untere Rheinwerft ist dabei schlicht asphaltiert, während das Obere Rheinwerft zum Promenieren und Sitzen einlädt. Zwei Wege werden von einer Allee aus beschnittenen Platanen gesäumt, welche zu einem Dach zusammenwachsen. Darunter befinden sich in regelmäßigen Abständen Sitzbänke. Dieser Weg führt an der Reuterkaserne vorbei und wird anschließend von einer großen Wiese begleitet. An deren Rand war ein Kinderspielplatz angelegt worden, welcher aber nicht mehr besteht. Auf der Wiese steht seit 1996 das „Boot“ von Gerhard Moritzen, das an die Rheinüberquerung durch Joseph Beuys und Anatol Herzfeld im Jahr 1973 erinnern soll, und seit 2007 eine Sonnenuhr, welche neben der Zeit auch das Datum anzeigt. Sie wurde von dem Heimatverein Düsseldorfer Jonges anlässlich ihres 75-jährigen Vereinsjubiläums gestiftet.
Im weiteren Verlauf stößt die Straße Altestadt am Emilie-Schneider-Platz auf die Rheinuferpromenade. Dort stehen die barocke Josephskapelle des venezianischen Architekten Matteo Alberti und die gotische Basilika St. Lambertus, welche mit ihrer verdrehten Kirchturmspitze das Rheinpanorama der Stadt mitprägt. Sie ist gleichzeitig das älteste noch bestehende Bauwerk der Stadt und war auch der Kern der ursprünglichen Siedlung Dusseldorp. Ihre Existenz ist bis in das Jahr 1159 (129 Jahre vor der Stadterhebung Düsseldorfs) urkundlich belegt. Besonders sehenswert ist das im Stil der italienischen Hochrenaissance gestaltete Grabmal Herzog Wilhelms von Jülich-Kleve-Berg im Chorumgang der Hallenkirche.
Hier, zwischen dem Gebäude des ehemaligen Theresienhospital und dem damaligen Düsselschlösschen am Burgplatz, wo die Düssel in den Rhein mündet, war die Wiege der Düsseldorfer Radschläger.

### Burgplatz
Auf das Schlossufer folgt der Burgplatz. Hier wird die Gestaltung des Oberen Werft mit ihrer Allee unterbrochen. Diese Zäsur wird zum Rhein hin durch eine Freitreppe unterstrichen, welche auf den hier errichteten Düsseldorfer Schlossturm ausgerichtet ist. Der Turm ist der letzte bestehende Gebäudeteil des früheren Düsseldorfer Schlosses. Die Freitreppe ist an Sonnentagen ein beliebter Treffpunkt und Aufenthaltsort. Im Schlossturm selbst ist das Schifffahrtsmuseum untergebracht. In der Kuppel befindet sich ein Restaurant.
Der Burgplatz wird außerdem durch einen „Balkon“, die sogenannte Bastion, von der Promenade abgetrennt. Diese bietet einen Ausblick entlang der Promenade nach Süden und Norden sowie auf den am anderen Rheinufer gelegenen Stadtteil Oberkassel. Die Wand der Bastion wurde von dem Akademieprofessor Hermann-Josef Kuhna und seinen Studenten gestaltet. Die gesamte Fläche von 320 Quadratmetern wurde samt Papierkörben mit einer unzählbaren Menge an farbigen Punkten in 140 verschiedenen Farbtönen versehen.
An dieser Stelle mündet der Fluss, welcher der Stadt ihren Namen gab, die Düssel, in den Rhein. Sie wird westlich des Burgplatzes in einen Kanal geführt, welcher durch die Anlage des Rheinufertunnels hindurchgeführt wird. Bei Niedrigwasser ist die Einführung der Düssel in den Rhein sichtbar.
In Höhe des Burgplatzes befinden sich außerdem mehrere Anleger der Personenschifffahrt, welche Rundfahrten auf dem Rhein anbieten.

### Rathausufer mit Altem Hafen

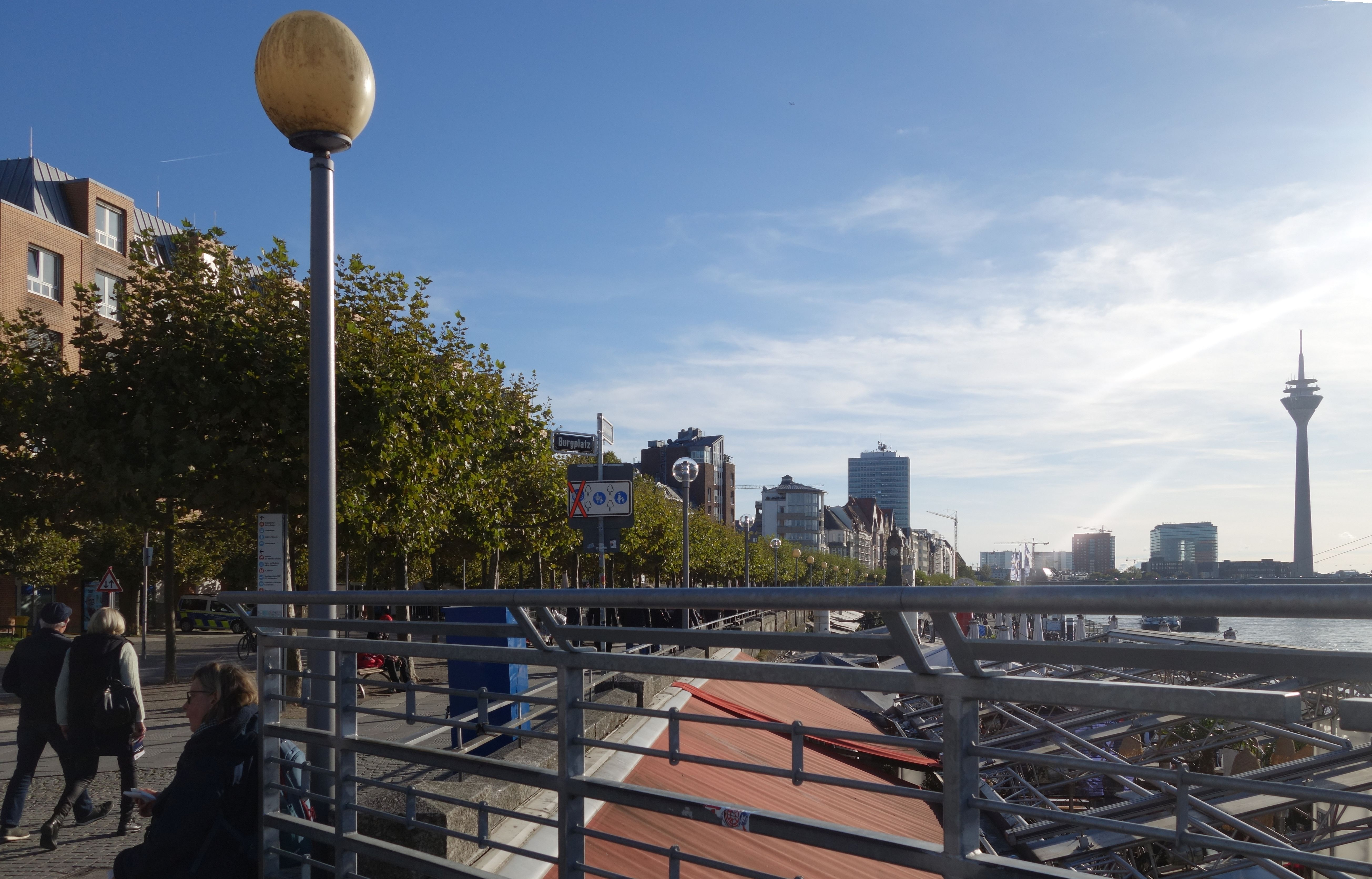
Die, im Vordergrund noch sichtbar, gelben Lichtquellen werden durch klare Glasglocken, Bildmitte, mit helleren Leuchtmitteln ersetzt (Oktober 2023)

An den Burgplatz schließt sich nach Süden das Rathausufer an. Hier führt die Promenade entlang des Komplexes des Rathauses. Dabei führt die Promenade zuerst an der ehemaligen Kunstgewerbeschule Düsseldorf entlang, in dem heute u. a. die Akademie-Galerie untergebracht ist. Arbeiten von Professoren der Düsseldorfer Kunstakademie werden dort ausgestellt. Darauf folgt ein Gebäudeteil aus den 1980er Jahren mit einer Gastronomienutzung im Erdgeschoss, in der 1996 mit dem „G@rden“ das erste Internetcafé Düsseldorfs eröffnet wurde. In der abzweigenden Zollstraße, die zum Marktplatz führt, befindet sich noch ältere Bausubstanz. Hier liegen das Düsseldorfer Karnevalsmuseum und die Gaststätte „En de Canon“, die bereits 1663 urkundlich erwähnt wurden.
Auf der Rheinseite befindet sich an dieser Stelle die Pegeluhr. Sie zeigt den aktuellen Wasserstand des Rheins und die Uhrzeit an. Sie stammt noch aus der Zeit der ersten Promenadengestaltung zu Beginn des 20. Jahrhunderts.
Dahinter schließt sich die Randbebauung des Alten Hafens an. Dieser wurde von 1988 bis 1994 nach Plänen des Büros Albert Speer & Partner gestaltet. Es handelt sich dabei um eine partielle Rekonstruktion eines Hafenbeckens samt einer früheren Bastion der Zitadelle als Teil der ehemaligen Festung Düsseldorf. An dieser Stelle befand sich bis in die Zeit um 1800 der Alte Hafen, der nach Süden hin durch die Zitadelle begrenzt wurde. Heute gibt es hier wieder ein mit Wasser gefülltes Becken, jedoch hat es keine direkte Verbindung mit dem Rhein. Um den Charakter des Hafens zu verdeutlichen, wurde hier 1996 ein „Aalschokker“ verankert, so genannt nach den ehemaligen Fischerbooten. Im Juni 2024 wurde das inzwischen marode Boot entfernt.
Die umliegende Bebauung auf der Nordseite verfügt im Erdgeschoss über Arkaden und Gewerbenutzung. Die zum Rhein liegenden Gebäude sind gegenüber der restlichen Bebauung erhöht, um die „Hafeneinfahrt“ zu inszenieren. Das Ufer verfügt über eine niveaugleiche Verbindung zum Unteren Rheinwerft der Promenade. Das Obere Werft wird an dieser Stelle über eine 1994 eröffnete Brücke geführt.
Die Bebauung der südlichen Seite des Alten Hafens beherbergt entlang der hier abzweigenden Schulstraße zwei Düsseldorfer Museen. Das Hetjens-Museum trägt den Beinamen Deutsches Keramikmuseum. Dieses bereits 1909 gegründete Institut gilt mit seiner umfangreichen Sammlung von Keramik weltweit als das universellste seiner Art. Daneben befindet sich das Filmmuseum Düsseldorf. Dieses wurde mit der Fertigstellung des Alten Hafens und seines heutigen Gebäudes gegründet. Es bietet einen Überblick über die Entwicklung des Films und ist häufig Standort von Wechselausstellungen.
Über den gesamten Verlauf des Rathausufers wird das Untere Werft als Gastronomiemeile genutzt. So sind in den Kasematten unterhalb des Oberen Werfts die dafür notwendigen Betriebsräume untergebracht. Davor sind festinstallierte Sonnenschutzdächer angeordnet. Die Bandbreite der Angebote reicht von einer Eisdiele über Bars und biergartenähnlichen Einrichtungen bis hin zu einem Fisch-Schnellrestaurant.
Im weiteren Verlauf der Rheinuferpromenade folgt die weitere Uferbebauung bis zur Bäckerstraße.

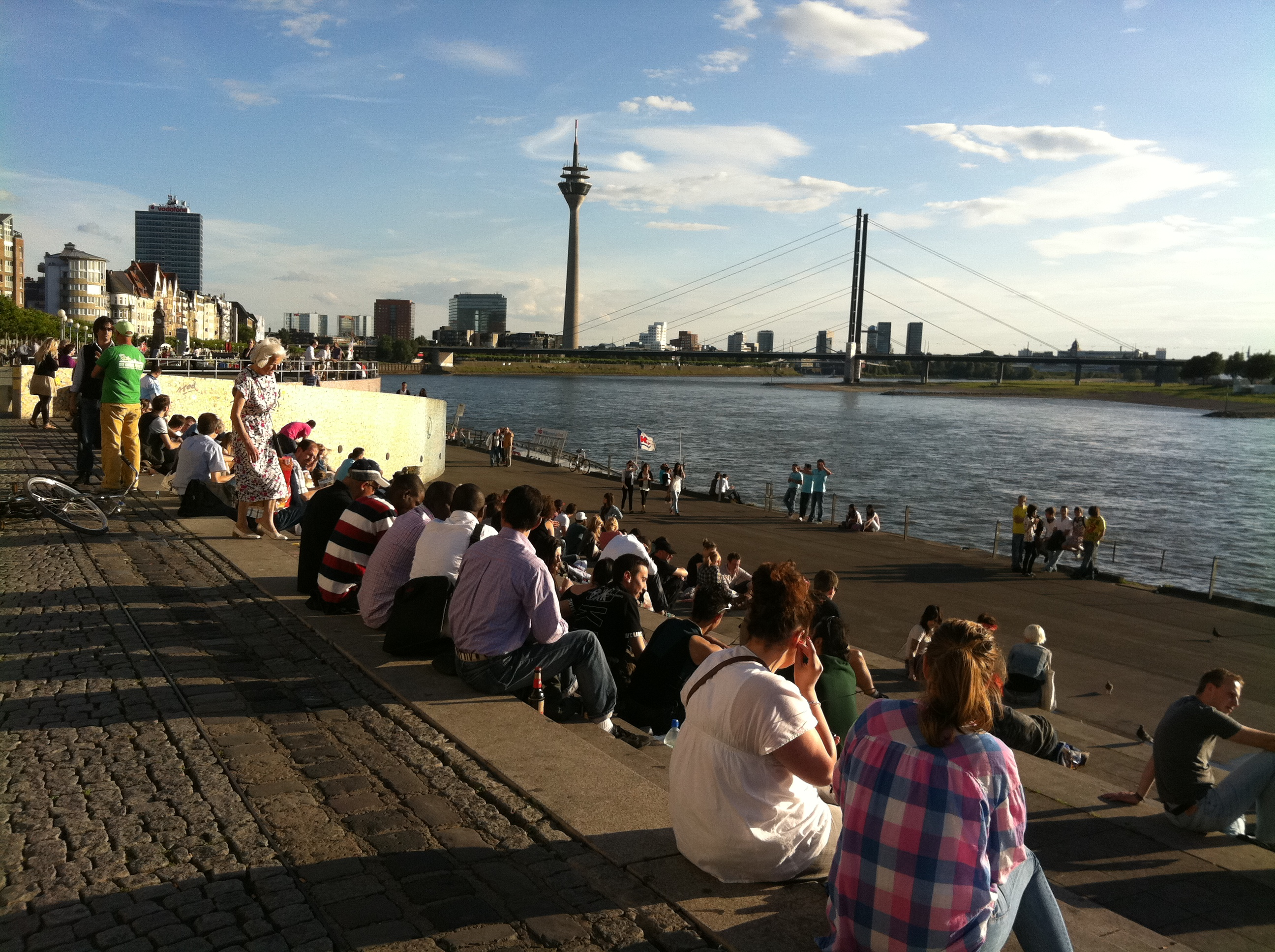
Blick von der Freitreppe auf den Rhein und die Skyline
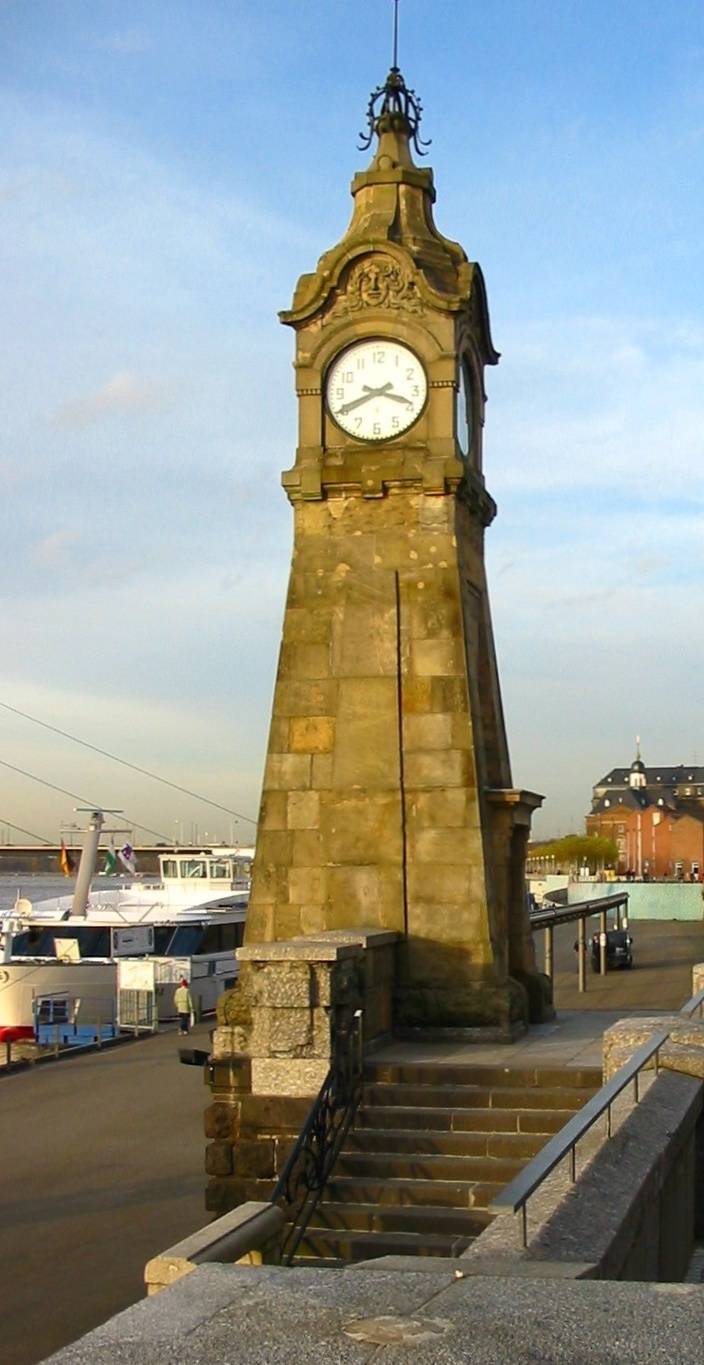
Pegeluhr in Höhe der Zollstraße
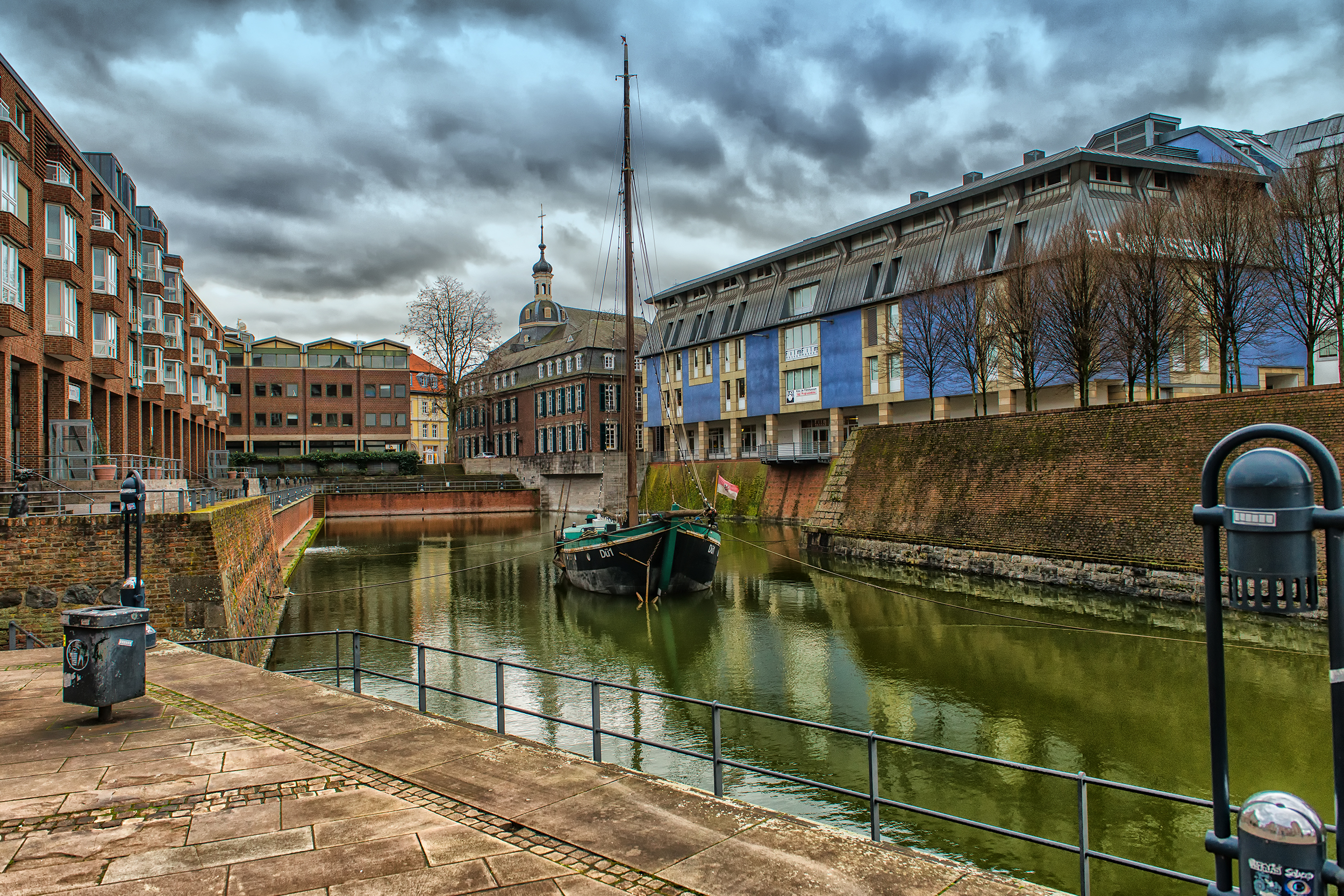
Alter Hafen, noch mit „Aalschokker“ (2014)
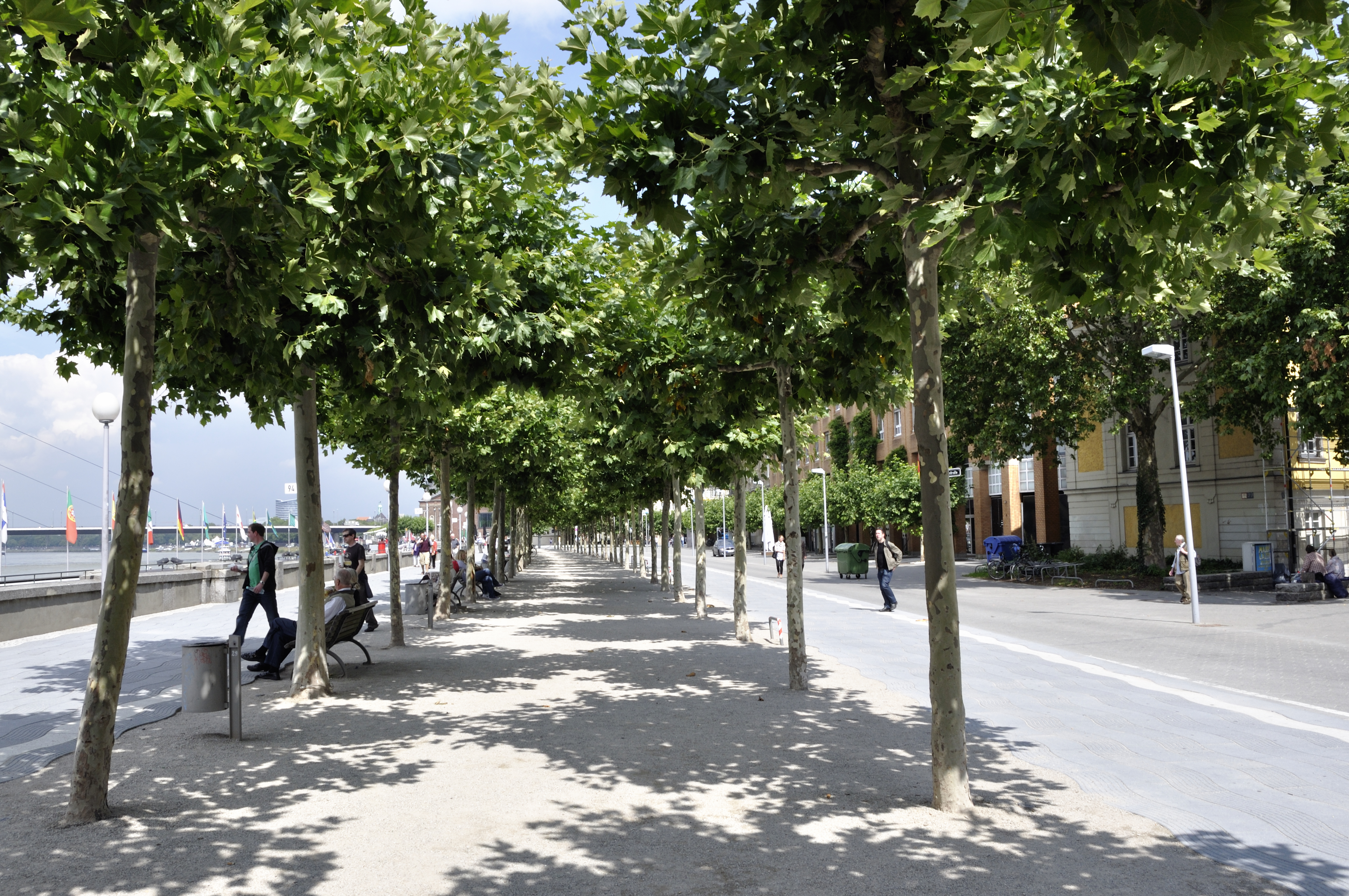
Blätterdach der Platanenallee am Rathausufer
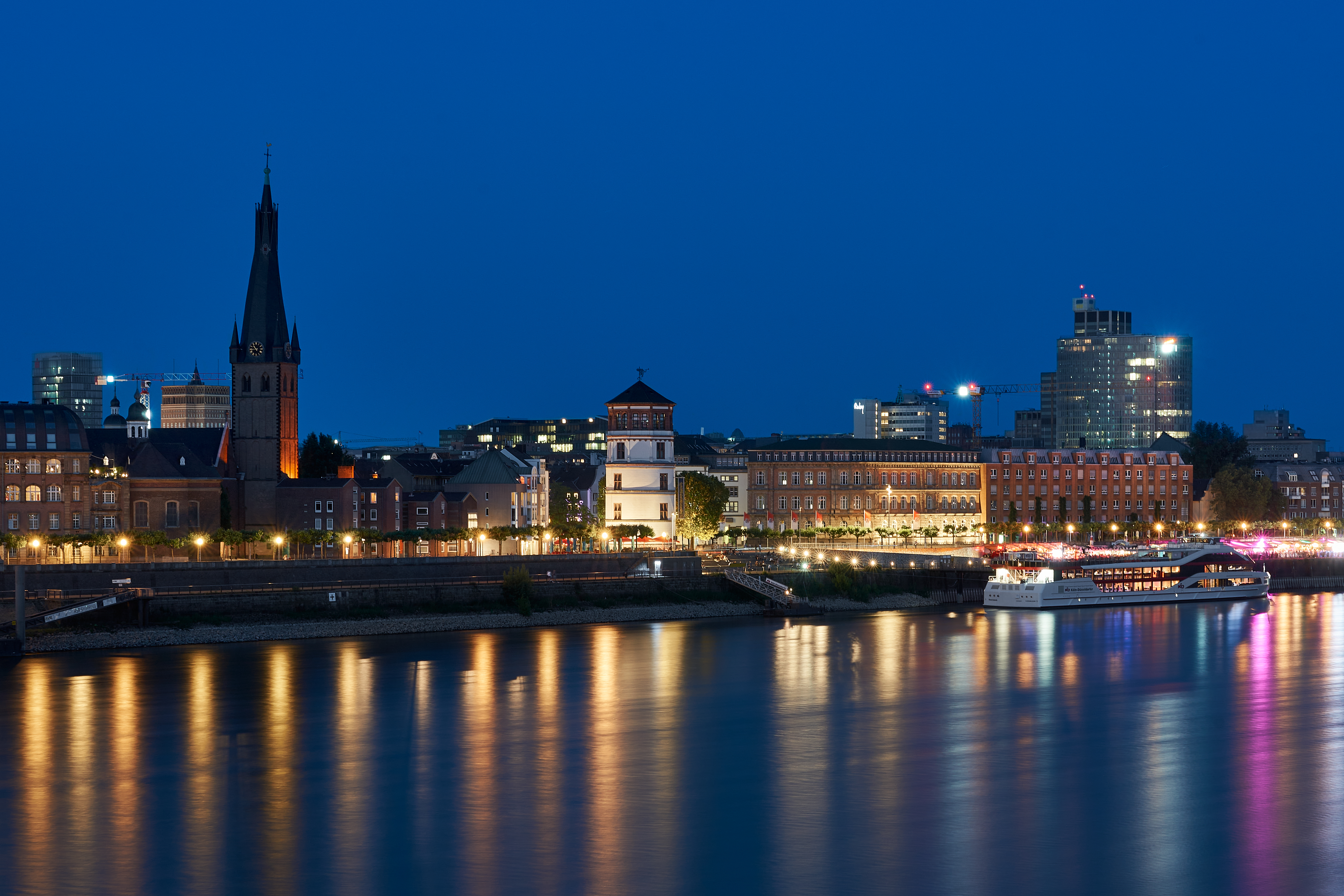
Rathausufer zur blauen Stunde

### Mannesmannufer

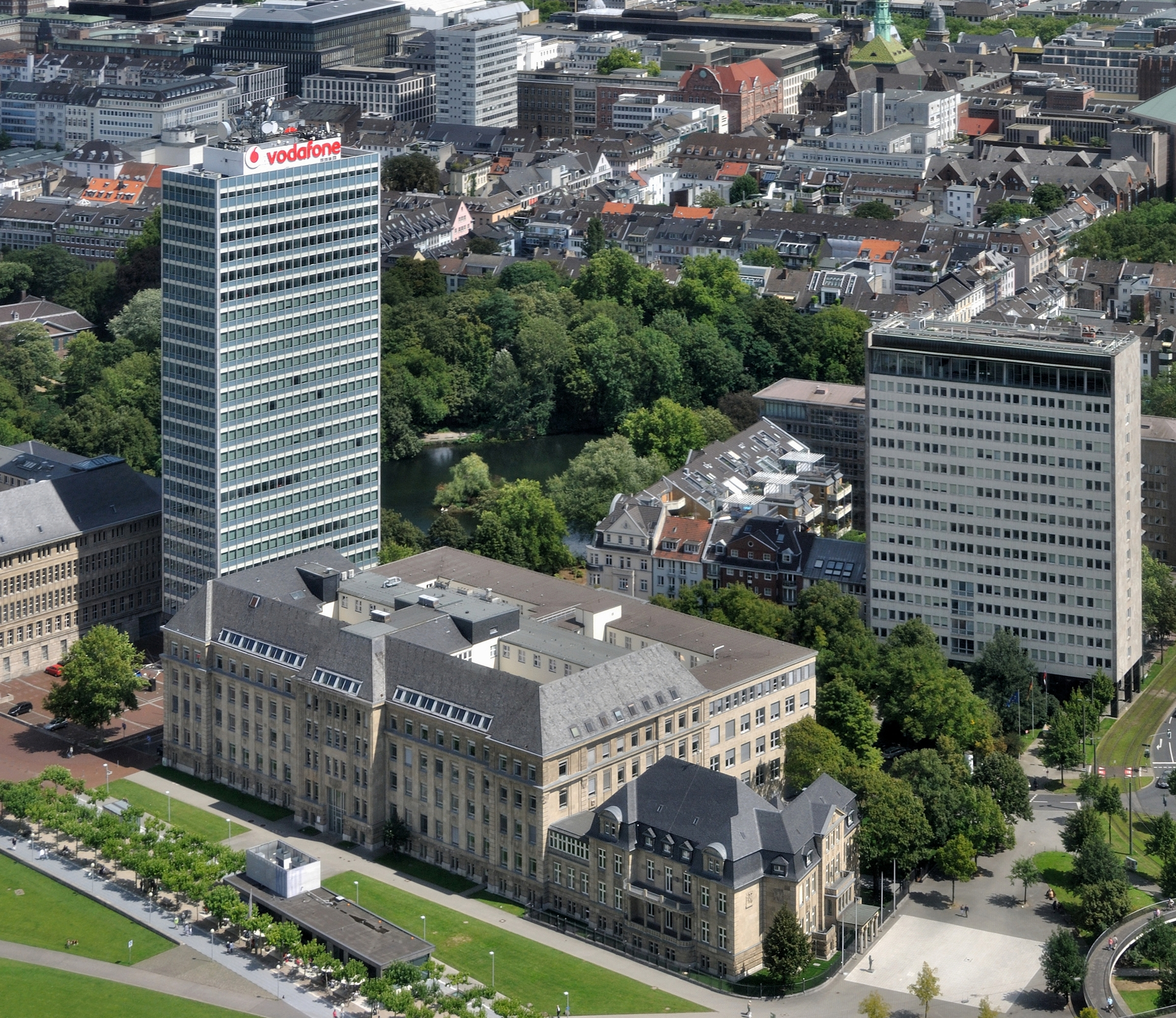
Mannesmann-Hochhaus (links), Landeshaus (mittig) und Villa Horion (rechts)

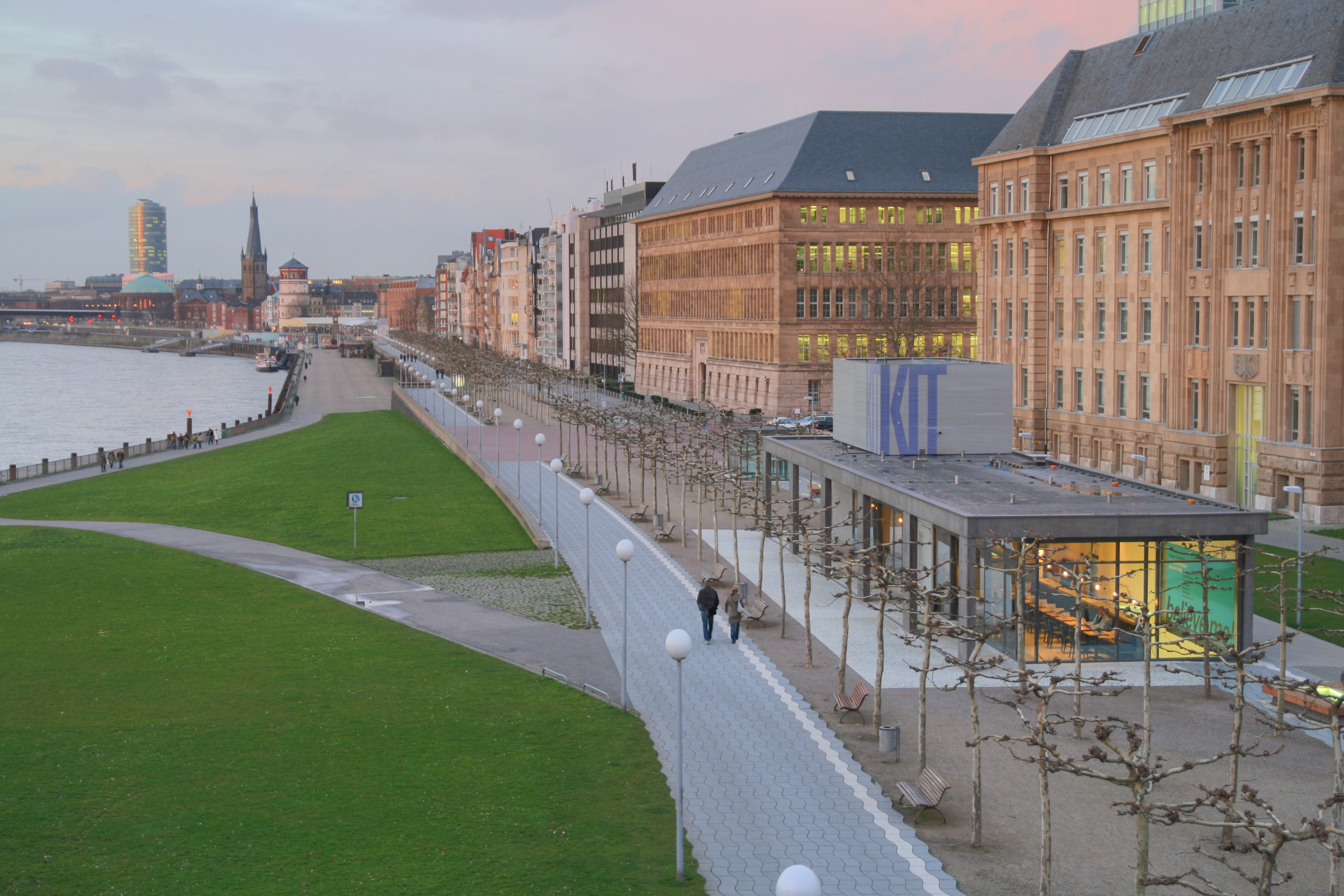
Blick auf das Mannesmannufer

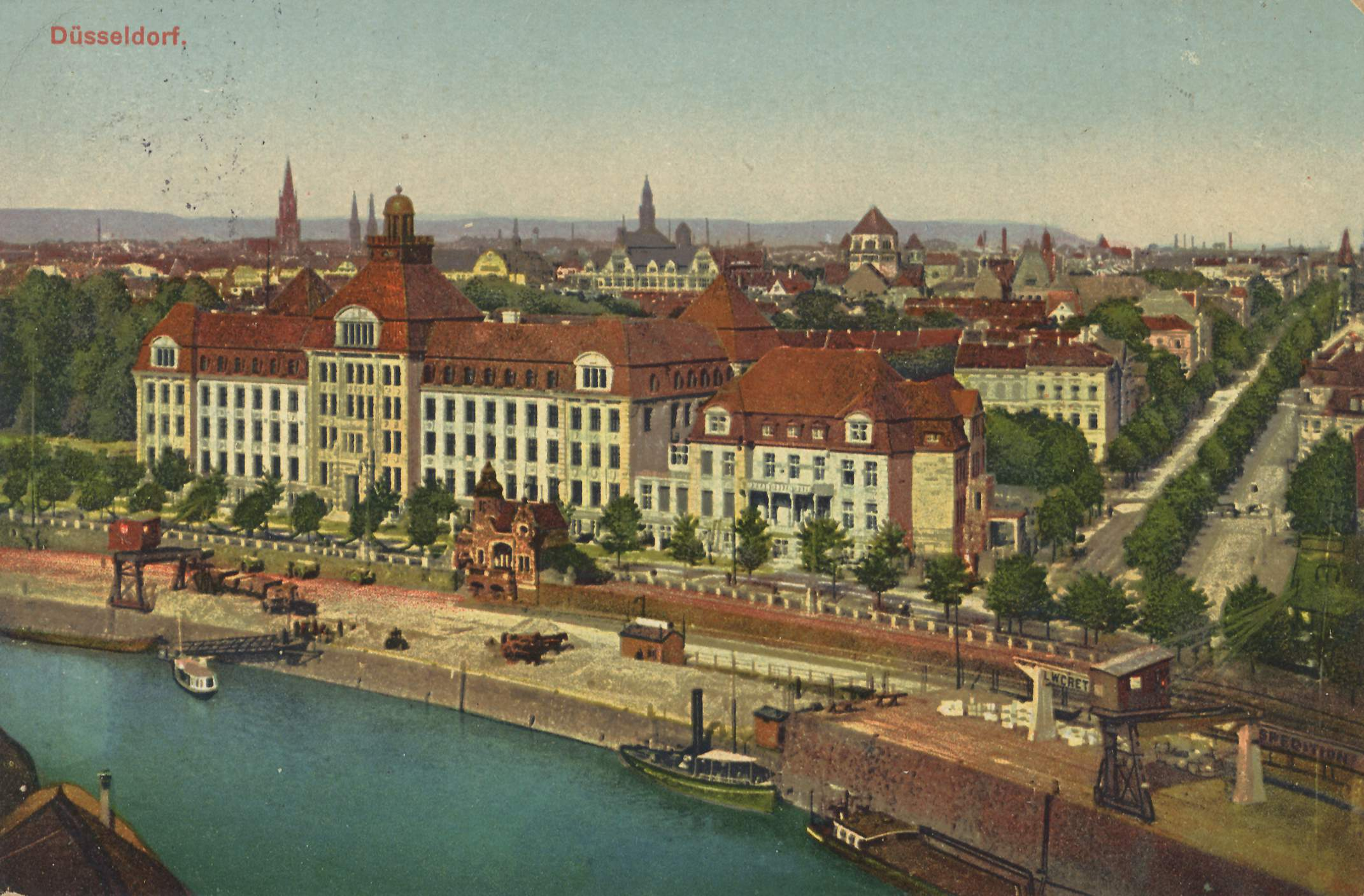
Berger Ufer mit Landeshaus und Villa Horion mit Blick in die Haroldstraße (1912)

Das sich daran anschließende Mannesmannufer (vormals Berger Ufer) wird von den Verwaltungsbauten des ehemaligen Mannesmann-Konzerns, eines der damals größten deutschen Industrieunternehmen, dominiert. Seine Zentrale befand sich bis 2001 im monumental wirkenden Mannesmann-Haus und dem in den 1950er Jahren errichteten Mannesmann-Hochhaus. Nach der Zerschlagung des Mannesmannkonzerns durch den britischen Vodafone-Konzern befand sich am Rheinufer bis Ende 2012 die Europazentrale des Mobilfunkunternehmens Vodafone, sodass kurzzeitig auch vom Vodafone-Hochhaus gesprochen wurde.
Inzwischen ist es der Sitz des NRW-Wirtschaftsministeriums. Das Landeshaus daneben wurde unter Ministerpräsident Armin Laschet 2017 als Amtssitz bezogen.
Die Fläche vor dem Hochhaus ist durch eine Belagsänderung gekennzeichnet. Auch ist die für die Rheinuferpromenade prägende Allee an dieser Stelle unterbrochen. So ist der Blick frei, man kann vom linken Rheinufer auf das Hochhaus sehen und umgekehrt. Dieser Bruch in der Gestaltung bildet analog zum nördlich gelegenen Burgplatz sowie dem Alten Hafen einen Schwerpunkt entlang der Rheinfront. Im Gegensatz zu den beiden Vorgenannten, welche durch ein Zurückweichen der Bebauung geprägt werden, befindet sich hier die einzige markante bauliche Erhöhung entlang dieses Uferabschnittes. Alle drei Orte werden dadurch nach außen besonders inszeniert.
Direkt davor wurde im Jahr 2007 ein Ausstellungshaus für zeitgenössische Kunst eröffnet. Das Museum Kunst im Tunnel wird mit KIT abgekürzt. Es nutzt dabei im Untergeschoss sogenannte Tunnelresträume, welche beim Bau des Rheinufertunnels entstanden. Im Obergeschoss sind der Museumseingang sowie ein Restaurationsbetrieb untergebracht.
Entlang des Mannesmannufers wandelt sich auch die Gestaltung des Unteren Werft. Dieses verläuft von dort an schmäler am Rhein entlang, der ab dieser Stelle mit einem Bogen aus dem sogenannten Rheinknie herausfließt. Die sich nun ergebende breitere Fläche in der Mitte ist als Wiesenfläche gestaltet. Statt der bisherigen hohen Wand wird der Höhenunterschied durch diese Wiese aufgenommen. Bei sonnigen Tagen ist sie ein beliebter Ort zum Aufenthalt und Spiel.

### Johannes-Rau-Platz

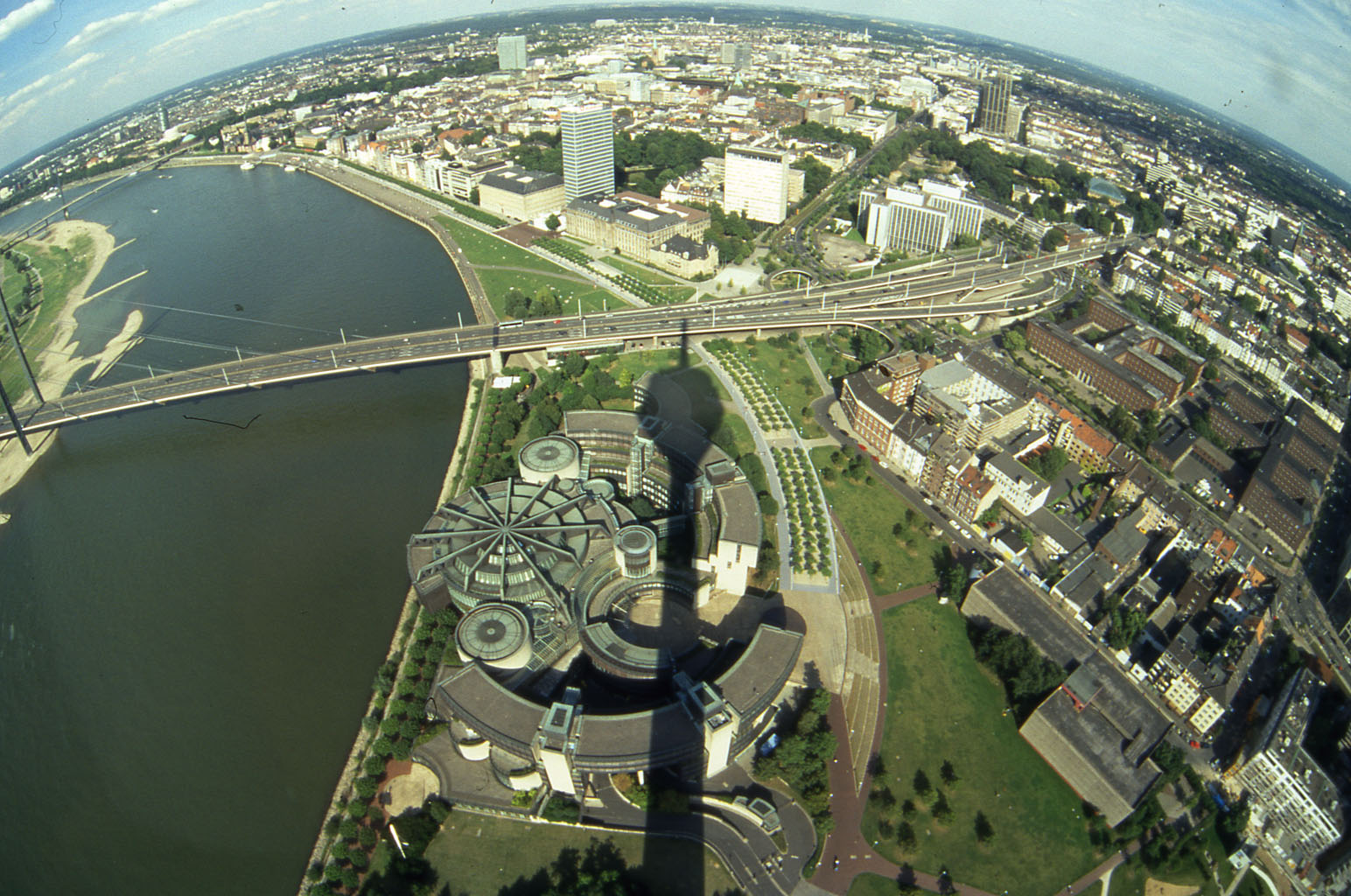
Blick vom Rheinturm auf die Promenade

An das Ministeriumsgebäude schließt sich die Villa Horion an, Sitz der Staatskanzlei des Landes Nordrhein-Westfalen in den Jahren 1961 bis 1999, heute das Haus der Parlamentsgeschichte.
Der Platz vor dem Gebäude – vormals Horionplatz, benannt nach dem Politiker Johannes Horion – wurde im Jahr 2006 nach dem langjährigen Ministerpräsidenten von Nordrhein-Westfalen in Johannes-Rau-Platz umbenannt. Eine Statue von Rau erinnert an den Ministerpräsidenten und späteren Bundespräsidenten.
Der Platz gehört nicht direkt zur Rheinuferpromenade, sondern stellt den Übergang zu den dahinter liegenden Stadträumen des Regierungsviertels dar.

### Apolloplatz
Direkt weiter südlich befindet sich der Apolloplatz. Dieser liegt unterhalb der Rheinkniebrücke. Im Zuge der Gestaltung der Rheinuferpromenade entstand an dieser Stelle ein Theatergebäude. Dort ist das Apollo Varieté untergebracht, welches vom Gründer des Circus Roncalli, Bernhard Paul, betrieben wird. Der Name des neuen Varietés steht in der Tradition des früheren Apollo-Theaters am Südende der Königsallee. Unter der Rheinkniebrücke befindet sich weiter Richtung Innenstadt gelegen eine Haltestelle der Düsseldorfer Straßenbahn. Dort besteht die Möglichkeit, zur Königsallee oder zum Hauptbahnhof zu fahren.

### Platz des Landtags
Von der Rheinkniebrücke führt die Promenade weiter bis zum Platz des Landtags. Dabei führt sie am Landtag Nordrhein-Westfalen vorbei und steigt in der Höhe langsam an. Das Landtagsgebäude besteht aus einer strukturalistischen Komposition mehrerer ineinander liegender Ringsegmente und Zylinder. In deren Mittelpunkt befindet sich der Eingangsbereich, der über die davor liegende Platzfläche erschlossen wird. Die Platanenallee der Promenade endet in Höhe dieser Platzfläche an der dort schräg eingelassenen Gusseisenskulptur „Tzaphon“ des israelischen Bildhauers Dani Karavan. Zur gegenüber liegenden Wiesenfläche, die einen Teil des Rheinparks Bilk bildet, wird der Höhenunterschied durch eine Treppenanlage mit breiten, zum Sitzen geeigneten Stufen überwunden, die die aus Kreisformen entwickelte Architektur des Landtagsgebäudes in die Grünanlagen überleitet. Der Weg setzt sich nach Süden weiter fort in Richtung Rheinturm und in den dort beginnenden Medienhafen.

## Gestaltung

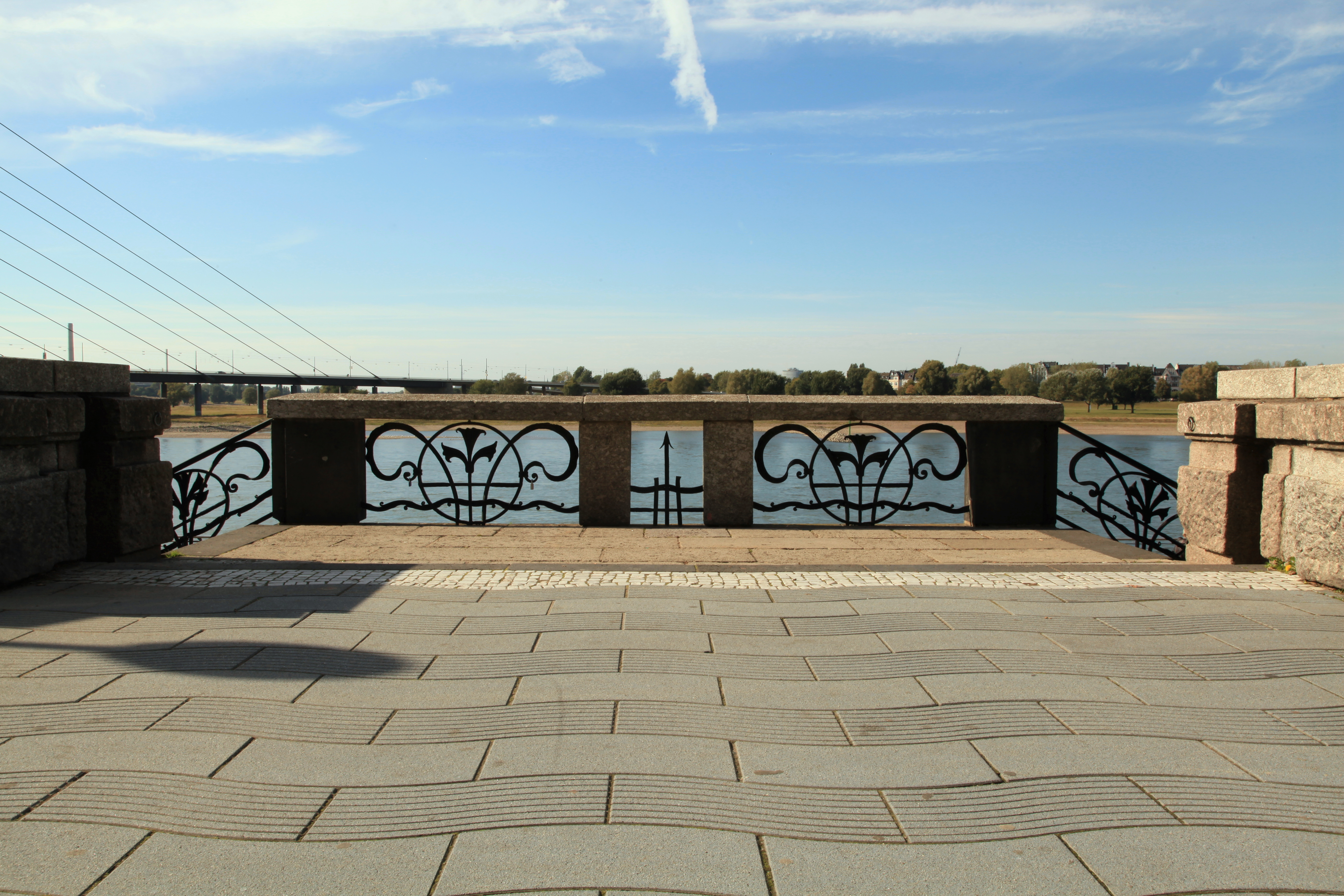
Wellenmotiv im Jugendstilgitter einer historischen Treppe und im blauen Betonsteinpflaster

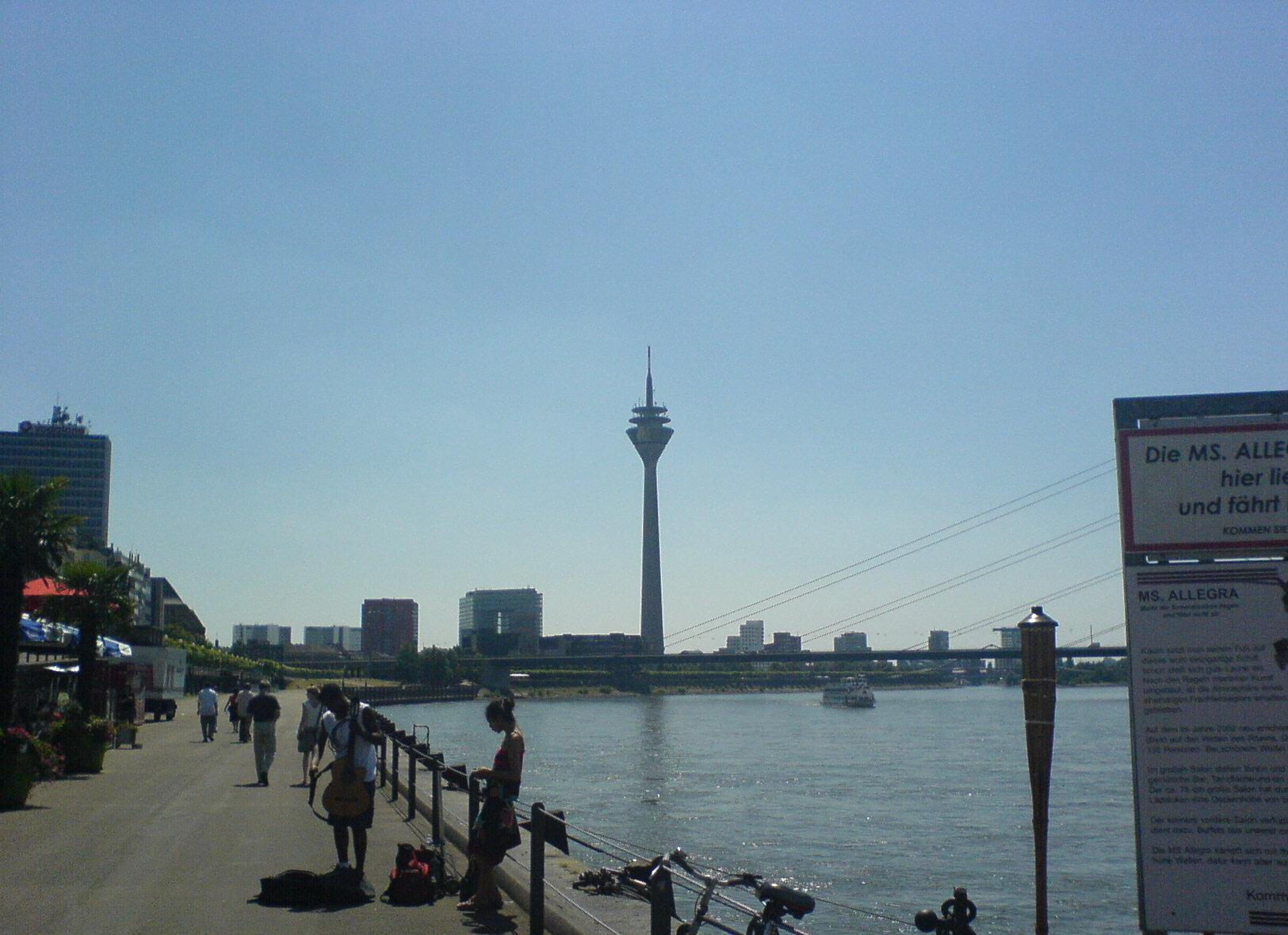
Asphaltierte Fläche und Geländer am Unteren Rheinwerft

Die heute vorhandene Gestaltung der Rheinuferpromenade gründet auf einem Wettbewerbsbeitrag des Architekturbüros Niklaus Fritschi, Benedikt Stahl und Günter Baum aus dem Jahr 1991. Die Reste der alten Rheinpromenade, die vom Beginn des 20. Jahrhunderts stammen, hatten sie konzeptionell einbezogen.
Das wichtigste Element ihres Entwurfs stellt die zweireihige Allee aus beschnittenen Platanen auf einem Gehweg mit wassergebundener Decke dar. Eingerahmt wird die Allee von zwei befestigten Streifen aus basaltblau gefärbten Betonsteinen, der eine als Fußweg an der großenteils erhaltenen Terrassenbrüstung vom Beginn des 20. Jahrhunderts, der andere als Fahrradweg auf der flussabgewandten Seite der Allee. Die Betonsteine haben im Grundriss die Form einer Welle und sollen die Bewegungen des Rheins zitieren, seiner Mäander und Wasserwellen.
Die Allee beschnittener Platanen, ein Gestaltungselement der französischen Gartenkunst, das auf Plätzen und Promenaden im Rheinland bereits auf eine lange Tradition zurückblickt, führt über die gesamte Rheinfront, beginnend an der Rampe des Rheinufertunnels in Höhe der Oberkasseler Brücke und endend am Platz des Landtages. Unterbrochen wird sie am Burgplatz, um dessen Öffnung zum Rhein zu unterstreichen, am Alten Hafen, wo eine Brücke Teil der Promenade ist, und im Bereich des Mannesmann-Hochhauses. Diese Unterbrechungen dienen einer Inszenierung der jeweiligen baulichen Situation.
Zwischen Oberkasseler und Rheinkniebrücke verläuft vor der sogenannten Oberen Werfft, auf der die Platanenallee liegt, eine zweite, tiefer gelegene Ebene, die Untere Werfft. Obwohl die bauliche Gestaltung hier ein schlichtes und zurückhaltendes Ambiente anstrebt – der Boden ist asphaltiert, die Kaimauer am Rhein sichert ein dezentes Stahlgeländer – prägt das Bild der Unteren Werfft das meist bunte Treiben an den beflaggten Schiffsanlegestellen und in den Gaststätten, die sich unter einem langgestreckten Markisendach sowie unter großen Sonnenschirmen parallel zum Rathausufer erstrecken.
Zu den Elementen, die von der früheren Gestaltung der Rheinpromenade übernommen wurden, zählen die historische Pegeluhr gegenüber der Zollstraße, die Aussichtsplattform in Höhe der Schulstraße sowie einzelne Treppen samt geschmiedetem Jugendstilgeländer. Hinzugefügt wurden die Freitreppe vor dem Schlossturm und die daran anschließende Bastion am Burgplatz.

## Veranstaltungen

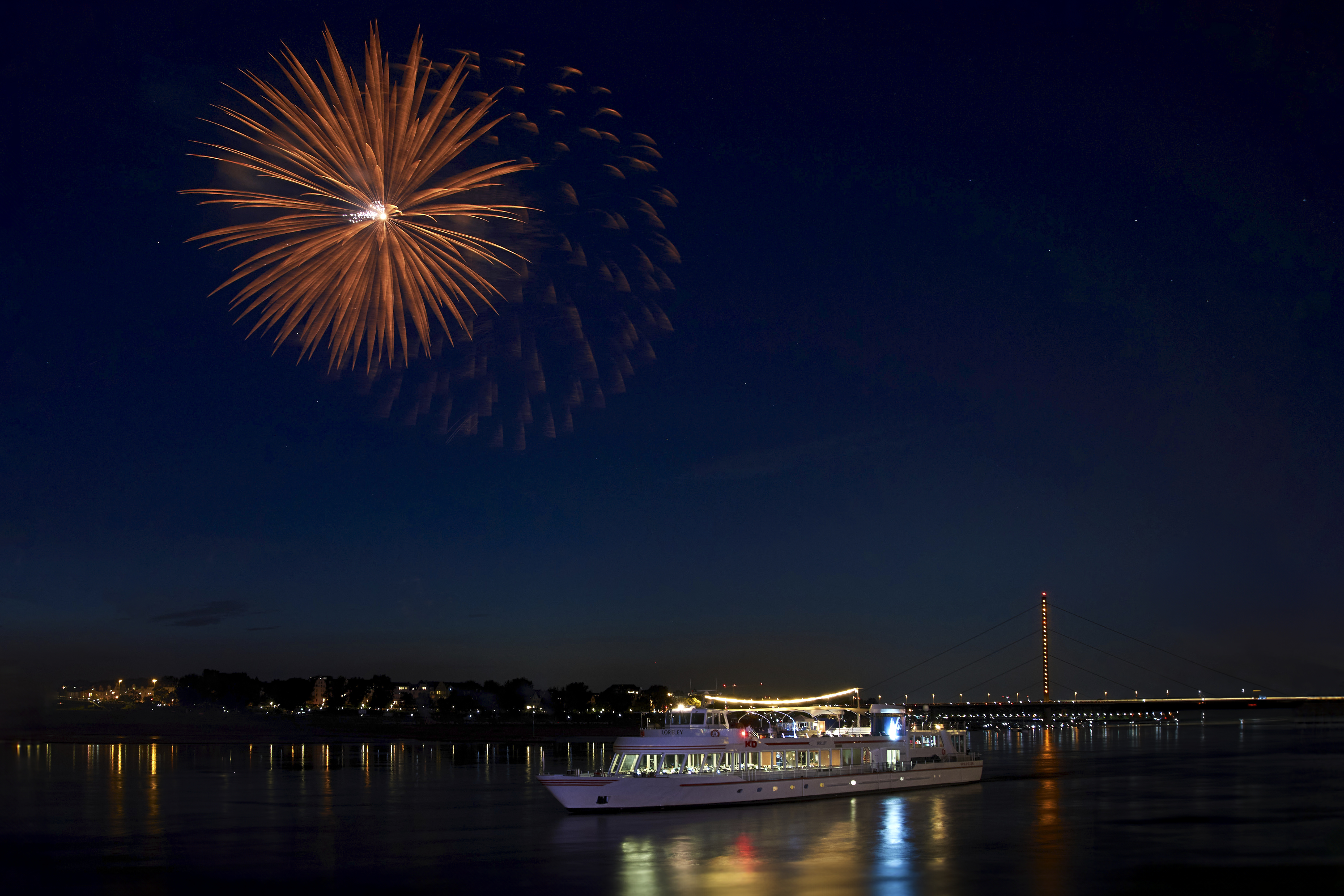
Feuerwerk zum Japan-Tag von der Rheinuferpromenade aus gesehen

Bedingt durch die zentrale und exponierte Lage in der Innenstadt direkt am Rhein, ist die Rheinuferpromenade häufig Standort von regionalen und überregionalen Festen und Veranstaltungen.
Zu den jährlich stattfindenden Veranstaltungen zählt zum Beispiel der im Mai ausgetragene Düsseldorf-Marathon. Dabei kommen die Läufer über den Johannes-Rau-Platz zum Rheinufer und erreichen am Unteren Rheinwerft die Ziellinie. Der dahinter befindliche Bereich bis zum Burgplatz dient als Erholungszone für die Läufer. Das Obere Rheinwerft wird dabei gesäumt von den Zuschauern des Zieleinlaufs.
Wenige Wochen später findet der Japan-Tag statt. Bei diesem Begegnungsfest präsentiert die japanische Gemeinde Düsseldorfs ihre Kultur an verschiedenen Bühnen und Ständen entlang der Rheinuferpromenade und auf dem Burgplatz. Den Abschluss der eintägigen Veranstaltung bildet ein großes japanisches Feuerwerk. Insgesamt besuchen jährlich etwa eine Million Besucher die Veranstaltungen.

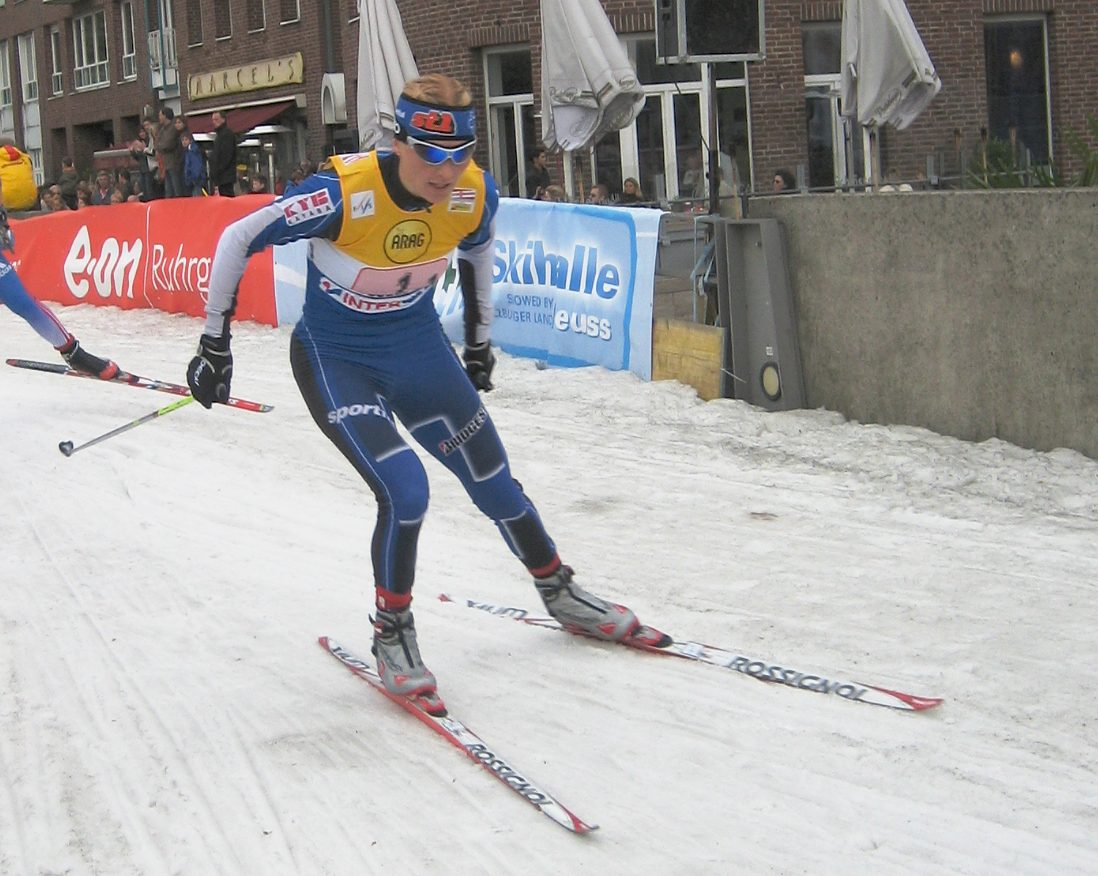
Skilanglauf-Weltcup 2006

Neben etlichen kleineren Feuerwerken gibt es in der zweiten Julihälfte ein weiteres, großes am letzten Freitag der „Größten Kirmes am Rhein“ auf den Oberkasseler Rheinwiesen. Die meisten Zuschauer finden sich an der Altstadt auf der gegenüberliegenden Rheinseite, der Rheinpromenade. Hier wird außerdem alljährlich um den 14. Juli herum, Frankreichs Nationalfeiertag, mit einer gastronomischen Zeile aus Buden und Ständen das Frankreichfest veranstaltet.
Den Abschluss eines Veranstaltungsjahres bildete von 2002 bis 2011 der am Rheinufer ausgetragene Auftakt des Skilanglauf-Weltcups. Dabei wurde vom Burgplatz aus bis in Höhe des Alten Hafens eine Skilanglauf-Strecke errichtet. Der Schnee dafür wurde aus der nahegelegenen Skihalle Neuss angeliefert.
Außer diesen regelmäßigen Veranstaltungen finden auch viele unregelmäßige Feste am Rheinufer statt.
So wurde im Rahmen der Düsseldorfer Bewerbung für die Olympischen Spiele 2012 der Olympia-Tag gefeiert, an dem sich die Düsseldorfer Sportinstitutionen und Vereine der Öffentlichkeit mit verschiedenen Aktionen vorstellten.
Neben der 50-Jahr-Feier 1996 wurde im Jahr 2006 auch die Feier zum 60. Jubiläum der Gründung des Landes Nordrhein-Westfalen am Düsseldorfer Rheinufer begangen, in diesem Jahr im Rahmen des neu ausgerufenen NRW-Tages. In großen Zelten, aufgebaut auf dem Unteren Werft, und an weiteren Ständen präsentierten sich die Regionen und Institutionen des Landes. Auf der Bühne am Burgplatz wurde anlässlich dieser Feierlichkeiten das sogenannte Lied für NRW uraufgeführt.

## Verlängerung der Rheinuferpromenade
Seit etwa 2008 wird eine Verlängerung der Promenade nach Norden diskutiert. Hierbei könnte das Rheinufer zwischen der Oberkasseler Brücke und dem Rheinpark Golzheim auf rund 650 m mit dem Ziel umgebaut werden, die bestehende Promenade, den Ehrenhof, die Rheinterrasse und das historische Rheingärtchen mit einer Allee beschnittener Platanen zu verbinden und ein „Museumsufer“ entstehen zu lassen. Damit könnte ein „Lückenschluss im grünen Band um die Innenstadt“ vollzogen werden. Nach Vorstellungen des Architekten Niklaus Fritschi sollten hier in Höhe der Ehrenhof-Querachse am Ulanendenkmal, an der „Kontaktstelle des Hofgartens zum Rhein hin“, ein Platz und eine weitere Freitreppe zum Unteren Werft entstehen.